# Tjärnåsen
Tjärnåsen är en by i Offerdals socken, Krokoms kommun, Jämtland. Byn ligger norr om Landösjön (Nola sjön) mellan Rönnöfors och Landön. Byn grundades år 1827.